# Escles-Saint-Pierre
Escles-Saint-Pierre – miejscowość i gmina we Francji, w regionie Hauts-de-France, w departamencie Oise.
Według danych na rok 1990 gminę zamieszkiwało 115 osób, a gęstość zaludnienia wynosiła 34 osoby/km² (wśród 2293 gmin Pikardii Escles-Saint-Pierre plasuje się na 882. miejscu pod względem liczby ludności, natomiast pod względem powierzchni na miejscu 1024.).